# Rostronitschkia nervincola
Rostronitschkia nervincola är en svampart som beskrevs av Fitzp. 1919. Rostronitschkia nervincola ingår i släktet Rostronitschkia och familjen Diatrypaceae.   Inga underarter finns listade i Catalogue of Life.